# Qiluornis taishanensis
Qiluornis taishanensis — викопний вид яструбоподібних птахів родини яструбових (Accipitridae), що існував в Східній Азії у ранньому міоцені. Викопні рештки птаха знайдено в провінції Шаньдун в Китаї. Описаний з решток добре збереженого, часткового скелета, що включав задню кінцівку, тазовий пояс та хребет.